# ك. جاي كوكس
ك. جاي كوكس (بالإنجليزية: C. Jay Cox)‏ هو منتج أفلام وكاتب سيناريو وكاتب ومخرج وممثل أمريكي، ولد في 1962 بنيفادا في الولايات المتحدة.

## أعمال

### أفلام
- (2002) سويت هوم ألاباما[4]

## وصلات خارجية
- ك. جاي كوكس على موقع IMDb (الإنجليزية)
- ك. جاي كوكس على موقع ألو سيني (الفرنسية)
- ك. جاي كوكس على موقع تيرنر كلاسيك موفيز (الإنجليزية)
- ك. جاي كوكس على موقع أول موفي (الإنجليزية)
- ك. جاي كوكس على موقع قاعدة بيانات الأفلام السويدية (السويدية)
- ك. جاي كوكس على موقع قاعدة بيانات الفيلم (الإنجليزية)
- ك. جاي كوكس على موقع كينوبويسك (الروسية)